# Malouf libyen
Le malouf libyen est un type de musique arabo-andalouse de Libye. 
Le malouf libyen, en se réfugiant dans les confréries religieuses, a perdu ses introductions musicales, mais il en reste quelques traces dans les œuvres exécutées par les joueurs de ghaïta
Le malouf libyen est pratiqué lors d'évènements religieux et dans les mariages. Les Libyens ont l'habitude durant le mariage de jouer du ma'louf, durant lesquels des groupes de personnes chantent des poèmes religieux et d'amour.
Ce genre fut ravivé grâce à Hassan Uraibi, qui a formé le premier ensemble de malouf en 1964.
Philip Ciantar, un maître de conférences maltais qui a passé du temps en Libye à étudier le malouf, a découvert que la musique malouf libyenne reste une partie importante de la culture de Tripoli - mais moins que dans d'autres régions -, qu'elle est pratiquée dans différents types d'évènements, et qu'elle dispose d'un rôle important dans la plupart des mariages tripolitains.

## Origine et signification
Malouf signifie « composition » ou « fidèle à la tradition », le mot arabe malouf signifie également « habitué ».